# 聖鬼軍
聖鬼軍（せいきぐん）は、かつて全日本プロレスで活動したプロレスラーのユニット。

## 概要
母体は、ジャンボ鶴田が率いて超世代軍と抗争を展開していた鶴田軍である。1992年末に鶴田が病気により長期欠場をした為、鶴田軍はナンバー2であった田上明を中心に活動していた。
1993年4月、三沢光晴が統率する超世代軍のナンバー2であった川田利明が、三沢超えを掲げ超世代軍を脱退。当時ライバルであった田上と共闘を宣言した。これに秋山準（秋山は、川田と入れ替わる形で超世代軍へ移籍）・ジャンボ鶴田以外の鶴田軍メンバーも同時に共闘となり、新チーム結成となった。その後、ファンからの公募によりチーム名が「聖鬼軍」に決定した。初期メンバーには田上・川田の他に、渕正信・小川良成がいた。また、同年中に川田の付き人であった井上雅央が加入した。
当時の全日本プロレスは超世代軍・鶴田軍・外国人軍（ハンセン組、殺人魚雷など）の軍団抗争が主流であったが、鶴田の病気療養の為のセミリタイヤ・鶴田超えを目標にしていた三沢が三冠ヘビー級王座を奪取、さらに三沢＆川田組が世界最強タッグ決定リーグ戦に初優勝したことにより、川田の中で「三沢超え」という新たな目標が出来た。また田上も鶴田の欠場により強力な正パートナーを失っていた時期であったことが、聖鬼軍結成の背景にある。
1993年5月シリーズから正式に始動。すぐに川田＆田上組がテリー・ゴディ＆スティーブ・ウィリアムス組を破り早くも世界タッグ王座を奪取。この頃から三沢、川田、田上、小橋の4人を「全日本プロレス四天王」と称し、1990年代の全日本プロレスを象徴する「四天王プロレス」が繰り広げられた。
1996年、1997年と川田＆田上組が世界最強タッグ決定リーグ戦2連覇達成。しかし1998年になると、小川が三沢のタッグパートナーに抜擢、大森隆男が高山善廣とタッグ結成とメンバーの離脱が生じた上に、ライバルの超世代軍が解散したことにより存在意義が薄れて来た。さらに1999年には川田の度重なる戦線離脱、新ユニット（アンタッチャブル・バーニング・ノーフィアー・ムーブメント）の波に押され、ユニットとしての活動は行っていたが目立った抗争が無く地味な存在となっていた。
2000年6月に川田&田上組が世界タッグ王座に返り咲いたが、直後に全日本プロレスが分裂したため、聖鬼軍は消滅した。
2009年10月、大阪府立体育会館にて行われる三沢光晴追悼興行にて田上＆川田組が9年4ヶ月ぶりに復活。秋山準・KENTA組と対戦し勝利。

## メンバー
- 川田利明
- 田上明
- 渕正信
- 小川良成（1998年脱退）
- 菊地毅（1995年加入）
- 井上雅央（1993年加入）

### 準メンバー
- 大森隆男（1994年加入 - 1998年脱退）（当初は正式メンバーとしての加入であったが、チームの枠組みを超えたタッグ活動（秋山準やスタン・ハンセンなど）を行うため、すぐに準メンバー扱いに変更となった）

## 戦績
全日本プロレス
- 三冠ヘビー級王座
  - 川田利明（第12代、第18代、第21代）
  - 田上明（第15代）
- 世界タッグ王座 - 川田利明&田上明組（第22代、第26代、第28代、第31代、第35代、第42代）
- 世界ジュニアヘビー級王座
  - 渕正信（第12代、第15代）
  - 小川良成（第14代、第17代、第19代）
  - 菊地毅（第16代）
- チャンピオン・カーニバル
  - 優勝 - 川田利明（1994年、1997年）、田上明（1996年）
- 世界最強タッグ決定リーグ戦
  - 優勝 - 川田利明&田上明組（1996年、1997年）

プロレス大賞
- 敢闘賞
  - 川田利明（1994年）
- 殊勲賞
  - 田上明（1995年）
- 年間最高試合賞
  - 川田利明&田上明（1995年）
- 敢闘賞
  - 田上明（1996年）
- 最優秀タッグチーム賞
  - 川田利明&田上明（1997年）